# Charakteropatia
Charakteropatia (gr. charakteropathia) – zmiany osobowości typu psychopatycznego, wyrażające się w odchyleniach charakterologicznych, np. skłonność do kłamstwa, nastawienia socjalne i antysocjalne itp. Termin ten używany bywa na oznaczenie zmian charakterologicznych u psychopatów, u chorych na padaczkę, u osób, które przebyły zapalenie opon mózgowych i in. jego choroby organiczne; u alkoholików, a również u chorych na psychozy endogenne. Bilikiewicz używa tego terminu jedynie na oznaczenie zmian charakterologicznych, spowodowanych przez organiczne uszkodzenie mózgu, inni zmiany tego rodzaju rozpatrują jako organiczne zmiany charakterologiczne zaliczane do tzw. pseudopsychopatii.

## Charakteropatia alkoholowa
Występuje także pod nazwami: psychodegradacja, deterioracja.
Jest to zespół nabytych wskutek przewlekłej intoksykacji alkoholowej zaburzeń osobowościowych. W ich genezie grają rolę nie tylko bezpośrednia toksyczność alkoholowa, pośrednie szkody metaboliczne, zaburzenia odżywiania, ale również czynniki konstytucjonalne i środowiskowe. Charakteropatia alkoholowa jest wolno postępującym procesem, na obraz którego składają się cechy konstytucjonalne przednałogowe, ich poalkoholowe wyjaskrawienie ilościowe oraz nabyte nowe jakości. Redukcja sprawności umysłowej może być zaledwie zaznaczona. „Organiczny charakter” zmian życia uczuciowego w alkoholizmie sprawia, że bywają one wymieniane zarówno w ramach charakteropatii alkoholowej jak i otępienia alkoholowego. Z czasem dochodzi do zatarcia odcieni indywidualnych i pogrubienia rysunku sylwetki psychologicznej, z zaakcentowaniem ogólnych „alkoholowych” cech. Klinicznie wyróżnia się kilka typów charakteropatii alkoholowej, przy czym można je rozpatrywać (w pewnym sensie) jako studia z możliwością ewolucji jednych w drugie. Wyróżnia się zatem grupę z przewaga objawów rzekomonerwicowych. Pośród objawów neurastenicznych znacznie obniża się próg tolerancji napięcia psychicznego i wytrwałości wysiłku. Narasta poczucie zmęczenia psychicznego i fizycznego, występuje bezsenność. W myśleniu zaznaczają się cechy anankastyczne, upośledzenie koncentracji uwagi. Nastrój niezrównoważony, obniżony, niekiedy dysforyczny. Nastawienie hipochondryczne z nachodzeniem lekarzy i tendencją do nadużywania różnych leków. Dysymulacja lub niedostrzeganie roli alkoholizmu, a stąd maskowanie go pod zaburzeniami psychonerwicowymi lub psychosomatycznymi.
Inny wariant charakteropatii alkoholowej zawiera bardziej charakterystyczne rysy osobowości alkoholika. Z jednej strony znaczna syntoniczność (zwłaszcza w biesiadach alkoholowych), „alkoholowy humor”, lekkomyślność i beztroska, z drugiej stron zaś – egoizm i egocentryzm, kapryśność, złośliwość, zanik uczuć społecznych i etycznych, zubożenie dążeń i zainteresowań, obniżenie i wulgaryzacja popędu seksualnego, życie dniem dzisiejszym i frazeologiczna górnolotność uczuć, relacji i zobowiązań. Głębsze uszkodzenie mózgu przez sam alkoholizm, miażdżycę, urazy itd. nadaje charakteropatii alkoholowej bardziej organiczne piętna. Bezkrytycyzm i awolicja pogłębiają i rozszerzają się. Alkoholowy humor przybiera cechy organicznego, tępego nastroju z lepkością afektywną. Jedni stają się ożywieni, wielomówni i rezonujący, w ich bezkrytycznym samochwalstwie widać dążność do samoutwierdzenia, inni – na odwrót, w pasywnej inercji kompensują swój upadek w jakby krytycznym, dość sentymentalnym samoponiżaniu, autoironii, nie wolnym jednak od charakterystycznego rzutowania winy na los i otoczenie.
Dość liczną grupę stanowią osobnicy z psychopatycznymi rysami o typie nadpobudliwości i cech histerycznych. Nałóg u tych osób zaczyna się wcześnie, charakteryzuje się okresowymi ciągami pijaczymi z bardzo dużą dynamiką, a w zachowaniu dominują jaskrawe cechy aspołeczne z eksplozywną agresywnością i samouszkodzeniami.

## Charakteropatia padaczkowa
Zmiany osobowości występujące u niektórych chorych na padaczkę, szczególnie często przy padaczce skroniowej. Wyrażają się one w rozwlekłości wysławiania, w zalegiwaniu myśli i stanów uczuciowych, w nadmiernej drobiazgowości w mowie i w działaniu w „przylepności” polegającej na osłabieniu zdolności do zmiany tematu myślenia lub wykonywanej czynności nad inną, w nadmiernej pobożności, w stanach dysforii, w skłonności do gniewu i agresji, mściwości, zazdrości i skłonności do egzaltacji. U wielu chorych zaznacza się oligofazja. Zbliżone, ale mniej nasilone cechy mogą występować u osób określanych mianem epileptoidów, u których nie występują napady padaczkowe. Oprócz wymienionych możemy spotkać również inne postaci charakteropatii padaczkowej.